# Acalypha gigantesca
Acalypha gigantesca é uma espécie de planta com flor do gênero Acalypha, pertencente à família Euphorbiaceae.